# Съперници
 Тази статия е за пиесата.  За филма от 1999 г. вижте Съперници (филм).  
„Съперници“ (на английски: The Rivals) е комедийна пиеса от Ричард Шеридан. Поставена за пръв път на сцена на 17 януари 1775 г.
Пиесата „Съперници“ е написана набързо и за пари: Шеридан очаквал да изкара от произведението си поне 600 паунда. Първата ѝ постановка е провал, най-вече поради лошия избор на актьор за ролята на Сър Луций – стереотипен ирландец. Говори се, че по време на третото действие човек от публиката ударил Лий (актьора, играещ ролята на Сър Луций) с ябълка.
Пиесата постепенно добива популярност. Днес тя се смята за един от шедьоврите на Шеридан. Особено известен е станал образът на героинята г-жа Малапроп с нейните комични грешки на езика, благодарение на който се утвърждава литературният термин малапропизъм.